# Jan Kicki

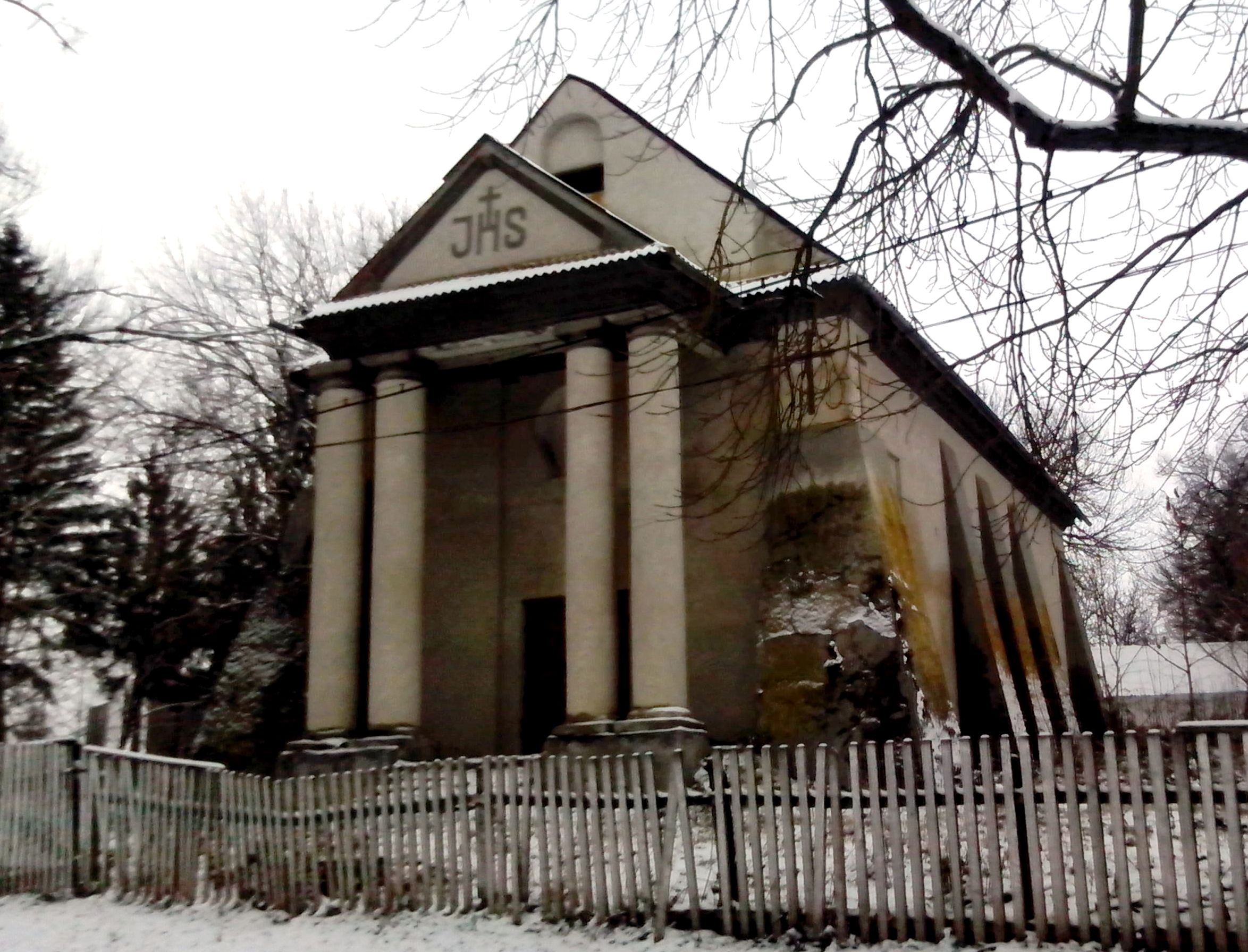
kościół Trójcy Świętej w Nowosiółce

Jan Kicki herbu Gozdawa (ur. 1714, zm. przy końcu XVIII w.) – szambelan Stanisława Augusta Poniatowskiego w 1766 roku, podstoli czerwonogrodzki w latach 1764–1765, miecznik czerwonogrodzki w latach 1748–1764, starosta okniński w 1746 roku, koniuszy wielki koronny w 1774 roku, wojewoda ruski w latach 1791–1794, starosta generalny ruski w latach 1769-1772.
Poseł na sejm 1762 roku z województwa podolskiego. Był elektorem Stanisława Augusta Poniatowskiego w 1764 roku z województwa podolskiego i posłem podolskim na sejm elekcyjny 1764 roku. Poseł na sejm 1782 roku z ziemi łomżyńskiej.
26 grudnia 1774 odznaczony Orderem Orła Białego. Odznaczony Orderem Świętego Stanisława w 1767 roku. Jego portret znajdował się w fundowanym przez niego kościele pw. Trójcy Świętej we wsi Nowosiółka (obecnie w rejonie derażniańskim),   w podziemiach którego został pochowany.